# Niklas Hartweg
Niklas Hartweg (Karlsruhe, 1º marzo 2000) è un biatleta svizzero.

## Biografia
Hartweg ha esordito in Coppa del Mondo il 28 novembre 2020 a Kontiolahti (53º in individuale) e ai Campionati mondiali a Pokljuka 2021, dove si è classificato 49º nella sprint, 47º nell'inseguimento e 11º nella staffetta; l'anno dopo ai XXIV Giochi olimpici invernali di Pechino 2022, sua prima presenza olimpica, si è piazzato 56º nell'individuale, 37º nella sprint, 38º nell'inseguimento e 12º nella staffetta. Il 29 novembre 2022 ha conquistato a Kontiolahti in individuale il primo podio in Coppa del Mondo (2º); ai Mondiali di Oberhof 2023 si è classificato 25º nella sprint, 17º nell'inseguimento, 6º nell'individuale, 6º nella staffetta, 7º nella staffetta mista e 12º nella staffetta mista individuale, a quelli di Nové Město na Moravě 2024 si è piazzato 22º nella sprint, 22º nell'inseguimento, 11º nell'individuale, 22º nella partenza in linea, 14º nella staffetta, 4º nella staffetta mista e 5º nella staffetta mista individuale e a quelli di Lenzerheide 2025 è stato 19º nella sprint, 18º nell'inseguimento, 5º nell'individuale, 17º nella partenza in linea, 7º nella staffetta, 6º nella staffetta mista e 4º nella staffetta mista individuale. Il 16 marzo 2025 ha conquistato a Pokljuka in staffetta mista individuale la prima vittoria in Coppa del Mondo.

## Palmarès

### Mondiali giovanili
- 1 medaglia:
  - 1 oro (individuale a Brezno-Osrblie 2019)

### Europei
- 1 medaglia:
  - 1 argento (staffetta singola mista a Lenzerheide 2023)

### Coppa del Mondo
- Miglior piazzamento in classifica generale: 11º nel 2023
- 5 podi (2 individuali, 3 a squadre):
  - 1 vittoria (a squadre)
  - 3 secondi posti (2 individuali, 1 a squadre)
  - 1 terzo posto (a squadre)

#### Coppa del Mondo - vittorie
| Data          | Località | Nazione  | Specialità              |
| ------------- | -------- | -------- | ----------------------- |
| 16 marzo 2025 | Pokljuka | Slovenia | SMX (con Aita Gasparin) |

Legenda:

SMX = staffetta mista individuale